# Georges Wodli
Pour les articles homonymes, voir Wodli.
Georges Wodli, né le 15 juillet 1900 à Schweighouse-sur-Moder (faisant alors partie de l’Empire allemand), et mort à Strasbourg sous la torture au cours de la nuit du 1er avril au 2 avril 1943, est un cheminot militant communiste, syndicaliste et résistant français.

## Biographie
Apprenti ajusteur aux ateliers de Bischheim de la Direction générale impériale des chemins de fer d'Alsace-Lorraine, ce fils de cheminot est mobilisé à 18 ans dans la marine allemande, où il prend part à un soulèvement spartakiste à Kiel. Après la fin de la guerre et l’Alsace-Lorraine redevenue française, il effectue son service militaire de 1920 à 1922 à Toulon. Puis il se rend en région parisienne où il apprend la langue française et se fait embaucher aux usines Renault, Farman, puis Hispano-Suiza. Il s'implique dans les luttes sociales et rencontre le cheminot Pierre Semard, qui l'incite à rejoindre le Parti communiste. Il en reste membre malgré la scission qui a lieu en Alsace en juillet 1929 et se voit promu au bureau régional Alsace-Lorraine du parti en 1930, année où il entreprend un voyage en URSS.
De retour en Alsace en 1925, il reprend son activité à Bischheim, s'installe à Schiltigheim et milite pour l'unification du syndicalisme cheminot et devient en 1930 secrétaire général de l’Union des syndicats des cheminots d’Alsace-Lorraine à la CGTU puis à la CGT, qui soutient activement le Front populaire, dans la seconde moitié des années 1930.
Il est candidat pour le Parti communiste aux élections législatives de 1932 à Molsheim, où il n'obtient que 1 330 voix contre 10 891 face au catholique Henri Meck (Union populaire républicaine). Quatre ans plus tard, 2 658 voix se portent sur lui face au même adversaire. Depuis 1933, il se consacrait à l'aide à la résistance allemande des communistes en participant à l'édition des journaux clandestins Die Rote Fahne et de Die Deutsche Volkszeitung, qu'il faisait parvenir en Allemagne par la Suisse ; il anime des campagnes pour les antifascistes victimes des nazis, comme Ernst Thälmann, Edgar André, Liselotte Herrmann et autres opposants au régime hitlérien.
Mobilisé dans l'armée, il est fait prisonnier lors de la débâcle. Il s'évade le 2 septembre 1940, fait pour lequel il est condamné par contumace pour désertion, et rejoint Paris. Le PCF, dont il a été membre du comité central de 1932 à 1937 (il devient suppléant au Congrès de 1937), étant alors interdit, il est chargé de rétablir la liaison avec les communistes de la zone annexée. Il revient en Alsace début 1941 sous le pseudonyme de « Jules » avec une moustache pour se rendre moins identifiable. Il participe à une édition bilingue clandestine de L'Humanité. Il dirige le réseau Wodli, organisant la résistance d'inspiration communiste dans la région, avec son adjoint Georges Mattern (pour le Haut-Rhin), et en liaison avec le groupe Mario (actif en Moselle). Le sabotage de l'exploitation ferroviaire, l'organisation de filières de passage entre les zones française et annexée, l'aide à l'évasion des prisonniers français, soviétiques, polonais dans les camps allemands installés en Alsace-Lorraine, la diffusion de tracts constituèrent des formes privilégiées d'action des groupes qu'il dirigea,.
Sa famille est expulsée et se réfugie à Gretz en 1942. C'est en allant la rejoindre qu'il est arrêté par la police de Vichy à Chatou (Yvelines) le 30 octobre 1942. Il est livré à la Gestapo puis interné par les nazis au camp de Schirmeck-La Broque en janvier. Il succombe finalement à la torture au siège de la Gestapo, rue Sellénick, à Strasbourg. Son corps est aussitôt brûlé au four crématoire du camp de concentration du Struthof.

## Postérité
Il est reconnu « Mort en déportation ».

### Distinctions
Il reçoit les décorations suivantes à titre posthume :
- Chevalier de la Légion d'honneur, avec le grade de sous-lieutenant
- Croix de guerre 1939-1945 avec palmes
- Médaille de la Résistance française avec rosette (décret du 16 juin 1946)[1],[7]

### Odonymie
Des rues portent son nom à Strasbourg, Gretz-Armainvilliers et dans plusieurs autres villes.

### Adaptation théâtrale
La vie militante de Georges Wodli est mise en scène en 2011 au Palais des Fêtes de Strasbourg, dans une pièce de théâtre de Fouad Alzouheir. La troupe L’autre sentier présente cette pièce au Théâtre de la Rotonde lors du festival du théâtre Off d'Avignon 2011.